# Planificació de sistemes informàtics
Un Pla de sistemes informàtics, també conegut com a Pla Director de sistemes, pla de sistemes i tecnologies de la informació (SI/TI) o pla estratègic de sistemes, facilita a una organització una correcta determinació de l'estat actual dels sistemes informàtics de l'organització, dels requeriments que aquesta els demana per identificar un estat futur on els sistemes d'informació estiguin alineats amb els objectius i necessitats de l'organització.

## Quin és el procés de creació d'un Pla de sistemes informàtics?
A partir d'aquesta determinació de l'estat actual i futur dels sistemes, es realitza l'anàlisi de la diferència (Gap Analysis) que permet identificar les accions a prendre per arribar a aquest estat futur, a nivell d'organització, sistemes, processos, personal i projectes.
Posteriorment, els plans tàctics (p.e. de caràcter anual) programen i pressuposten aquestes accions.

## Què s'ha de tenir en compte?
Un Pla de sistemes informàtics ha de tenir en compte la resta dels plans de negoci i les indicacions de la direcció de l'organització per aconseguir una alineació d'ambdues estratègies i obtenir així la màxima confiança del negoci en els sistemes d'informació com una font de productivitat i d'avantatge competitiu.
Un projecte de planificació estratègica de sistemes ha d'involucrar a tota l'organització, especialment a la direcció executiva, la direcció intermèdia i el personal clau dels departaments.
Donada la velocitat del canvi de la tecnologia, de la seva aplicació a la gestió empresarial y de la innovació en les organitzacions, en general és difícil que un pla de sistemes informàtics tingui vigència més enllà de 3 a 5 anys, i es recomana actualitzar-lo anualment.

## Components d'un pla de sistemes d'informació
- Resum executiu
- Informació actual de l'organització
- Requeriments de negoci pels sistemes d'informació
- Estat actual dels sistemes d'informació
- Estat de la indústria TIC i de la competència (benchmarking)
- Identificació d'oportunitats de millora
- Objectius i estratègies de sistemes d'informació
- Gap analysis (aplicacions, infraestructures, organització i processos necessaris)
- Planificació d'implementació (full de ruta, pressupostos, prioritats i dates, projectes necessaris)